# Presidente Olegário
Presidente Olegário là một đô thị thuộc bang Minas Gerais, Brasil. Đô thị này có diện tích 3531,221 km², dân số năm 2007 là 18256 người, mật độ 5,2 người/km².